# El Ouata
El Ouata là một đô thị thuộc tỉnh Béchar, Algérie. Dân số thời điểm năm 2002 là 7.014 người.

## Khí hậu
El Ouata có khí hậu sa mạc nóng (phân loại khí hậu Köppen BWh).
| Dữ liệu khí hậu của El Ouata            | Dữ liệu khí hậu của El Ouata | Dữ liệu khí hậu của El Ouata | Dữ liệu khí hậu của El Ouata | Dữ liệu khí hậu của El Ouata | Dữ liệu khí hậu của El Ouata | Dữ liệu khí hậu của El Ouata | Dữ liệu khí hậu của El Ouata | Dữ liệu khí hậu của El Ouata | Dữ liệu khí hậu của El Ouata | Dữ liệu khí hậu của El Ouata | Dữ liệu khí hậu của El Ouata | Dữ liệu khí hậu của El Ouata | Dữ liệu khí hậu của El Ouata |
| Tháng                                   | 1                            | 2                            | 3                            | 4                            | 5                            | 6                            | 7                            | 8                            | 9                            | 10                           | 11                           | 12                           | Năm                          |
| --------------------------------------- | ---------------------------- | ---------------------------- | ---------------------------- | ---------------------------- | ---------------------------- | ---------------------------- | ---------------------------- | ---------------------------- | ---------------------------- | ---------------------------- | ---------------------------- | ---------------------------- | ---------------------------- |
| Trung bình ngày tối đa °C (°F)          | 18.8 (65.8)                  | 22.0 (71.6)                  | 26.0 (78.8)                  | 30.6 (87.1)                  | 35.4 (95.7)                  | 41.9 (107.4)                 | 44.6 (112.3)                 | 44.0 (111.2)                 | 40.0 (104.0)                 | 32.8 (91.0)                  | 24.9 (76.8)                  | 18.8 (65.8)                  | 31.7 (89.0)                  |
| Trung bình ngày °C (°F)                 | 11.2 (52.2)                  | 14.2 (57.6)                  | 18.2 (64.8)                  | 22.5 (72.5)                  | 27.3 (81.1)                  | 32.6 (90.7)                  | 36.2 (97.2)                  | 35.7 (96.3)                  | 31.5 (88.7)                  | 24.6 (76.3)                  | 17.6 (63.7)                  | 12.0 (53.6)                  | 23.6 (74.6)                  |
| Tối thiểu trung bình ngày °C (°F)       | 3.7 (38.7)                   | 6.4 (43.5)                   | 10.5 (50.9)                  | 14.5 (58.1)                  | 19.2 (66.6)                  | 24.3 (75.7)                  | 27.8 (82.0)                  | 26.7 (80.1)                  | 23.0 (73.4)                  | 16.4 (61.5)                  | 10.4 (50.7)                  | 5.3 (41.5)                   | 15.7 (60.2)                  |
| Lượng Giáng thủy trung bình mm (inches) | 8 (0.3)                      | 6 (0.2)                      | 3 (0.1)                      | 3 (0.1)                      | 3 (0.1)                      | 1 (0.0)                      | 1 (0.0)                      | 2 (0.1)                      | 4 (0.2)                      | 7 (0.3)                      | 8 (0.3)                      | 8 (0.3)                      | 54 (2)                       |
| Nguồn: climate-data.org                 |                              |                              |                              |                              |                              |                              |                              |                              |                              |                              |                              |                              |                              |